# Dendryphantes ovchinnikovi
Dendryphantes ovchinnikovi is een spinnensoort in de taxonomische indeling van de springspinnen (Salticidae).
Het dier behoort tot het geslacht Dendryphantes. De wetenschappelijke naam van de soort werd voor het eerst geldig gepubliceerd in 1994 door Dmitri Viktorovich Logunov & Yuri M. Marusik.